# Charles Piguet
Pour les articles homonymes, voir Piguet.
Charles Piguet (né le 3 septembre 1887 à Bière en Suisse et mort à Lyon le 25 juillet 1942) est un ferronnier d'art lyonnais.

## Biographie
Charles Piguet naît en 1887 à Bière, dans le canton de Vaud en Suisse. Il suit l'enseignement de l'école des arts industriels de Genève, devient architecte en 1910 et travaille à Lausanne. En 1913 il s'installe à Lyon et travaille pour Berliet. Il crée son entreprise après la guerre et expose au Salon d'automne de Paris en 1918 puis au Salon des arts décoratifs à Paris en 1925. Il est chargé de cours complémentaire de ferronnerie à l'école des beaux-arts de Lyon de 1936 à 1940. 
Il a habité au 53 rue Saint-Michel, puis au 10 rue Creuzet à Lyon.

## Œuvres
À Lyon :
- Porte "à l'oiseleur", Lyon, Musée des Beaux-Arts, inv. B 1213Musée des beaux-arts de Lyon :

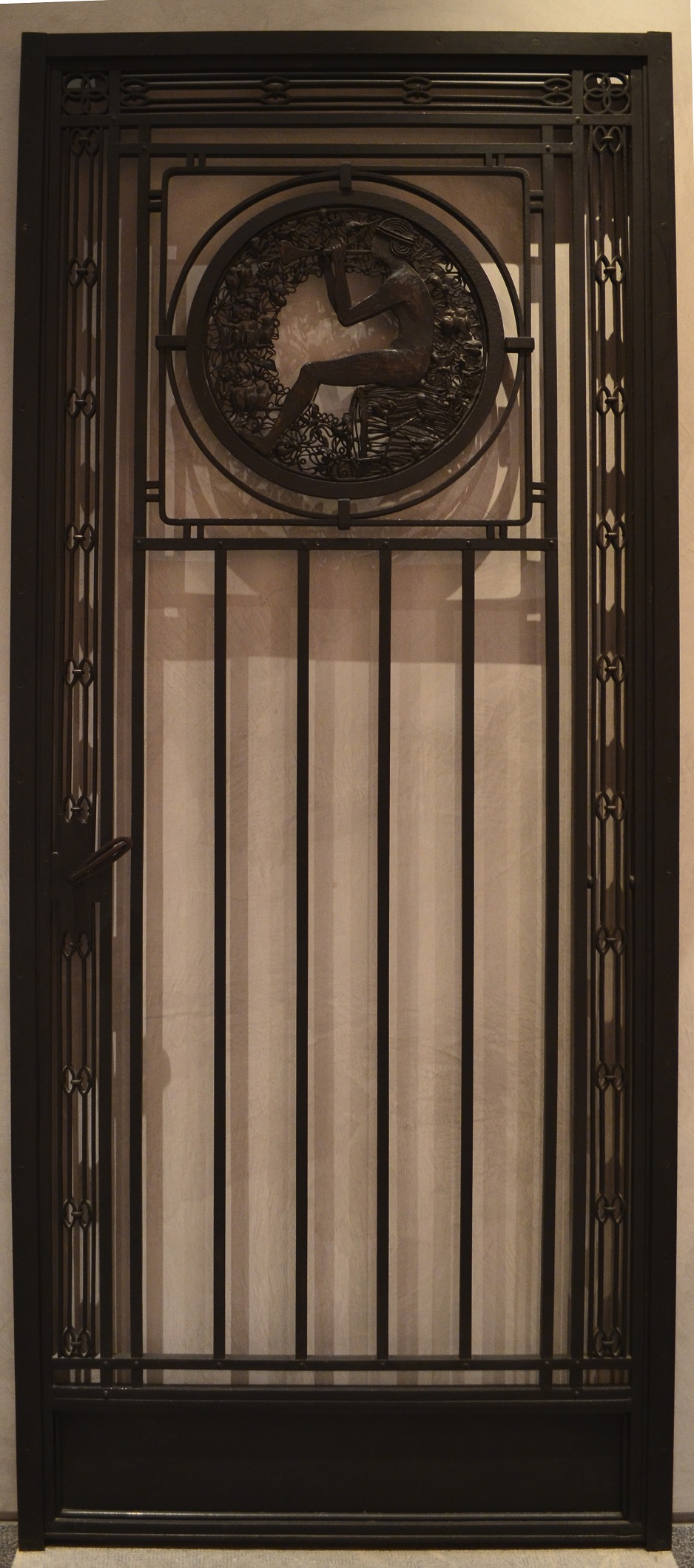
Porte "à l'oiseleur", Lyon, Musée des Beaux-Arts, inv. B 1213

  - Porte "à l'oiseleur", exposée au Salon d'automne de Lyon en 1919[3], acquise par le Musée des Beaux-Arts de Lyon en 1919 (inv. B1213)[4]. Elle ouvrait en 1928 la "salle des arts décoratifs modernes" du musée[5].
  - Panneau (dessus de porte) "les moutons",  exposé au Salon d'automne de Lyon en 1920[3] (inv. B1266)[6],
- 50 cours Franklin Roosevelt, deux panneaux de la porte du pavillon de Lyon Saint-Etienne de 1925,

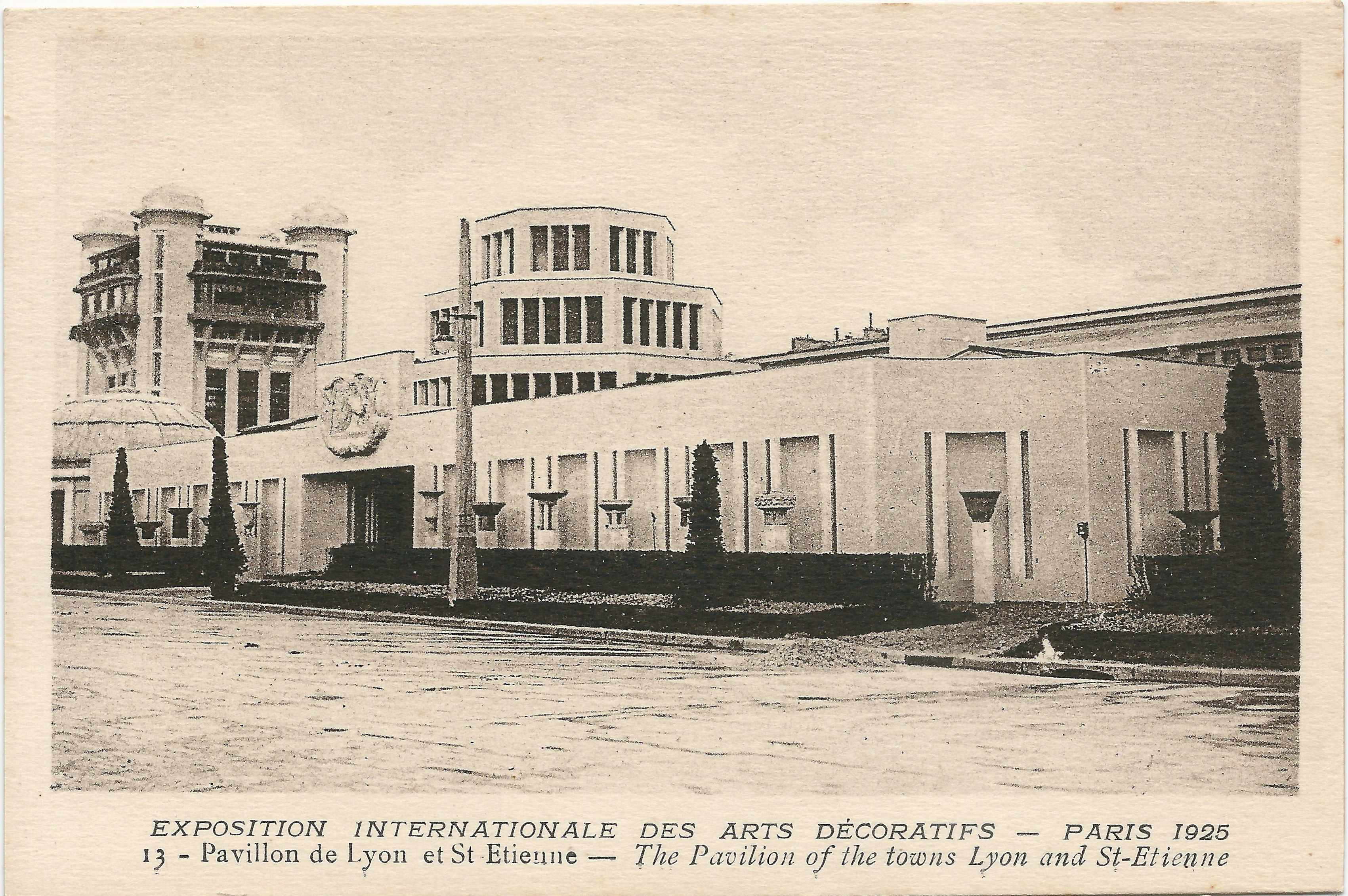
Le pavillon de Lyon-Saint-Étienne dont Charles Piguet a réalisé l'entrée (Exposition internationale des arts décoratifs et industriels modernes. Paris, 1925)
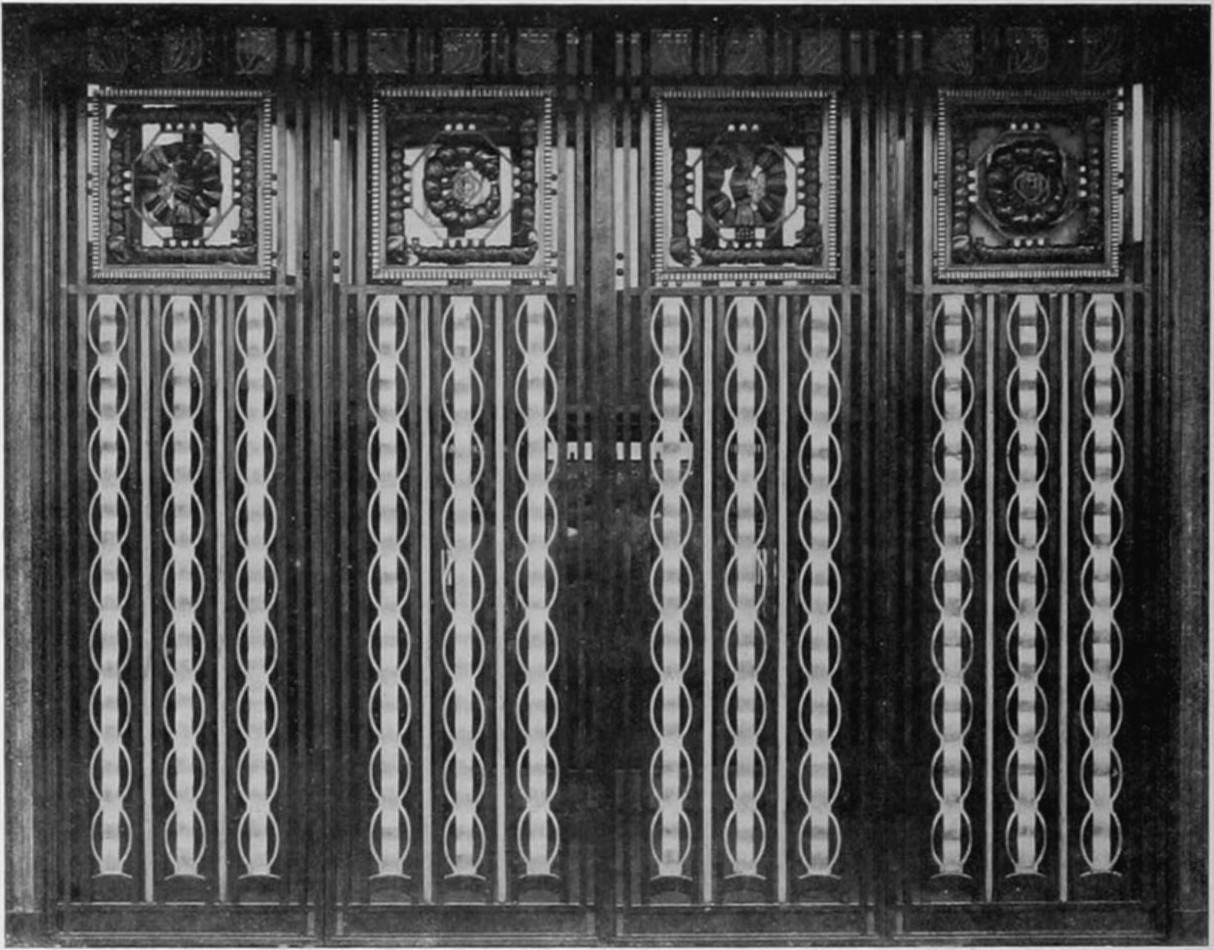
Entrée réalisée par le ferronnier Charles Piguet pour le pavillon Lyon-Saint-Etienne de l'exposition des arts décoratifs à Paris en 1925.
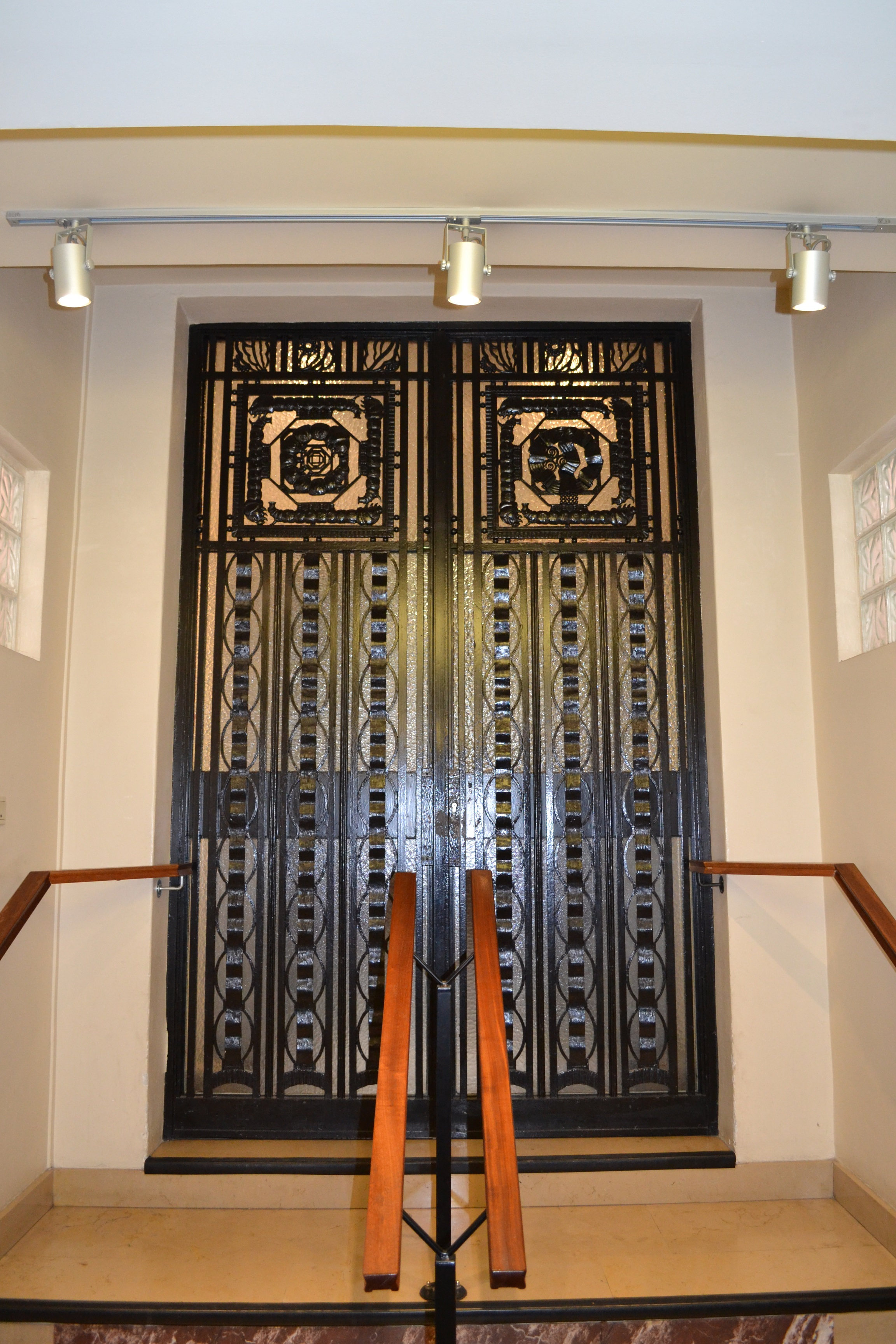
Porte à l'intérieur du 50 cours Franklin en 2018.
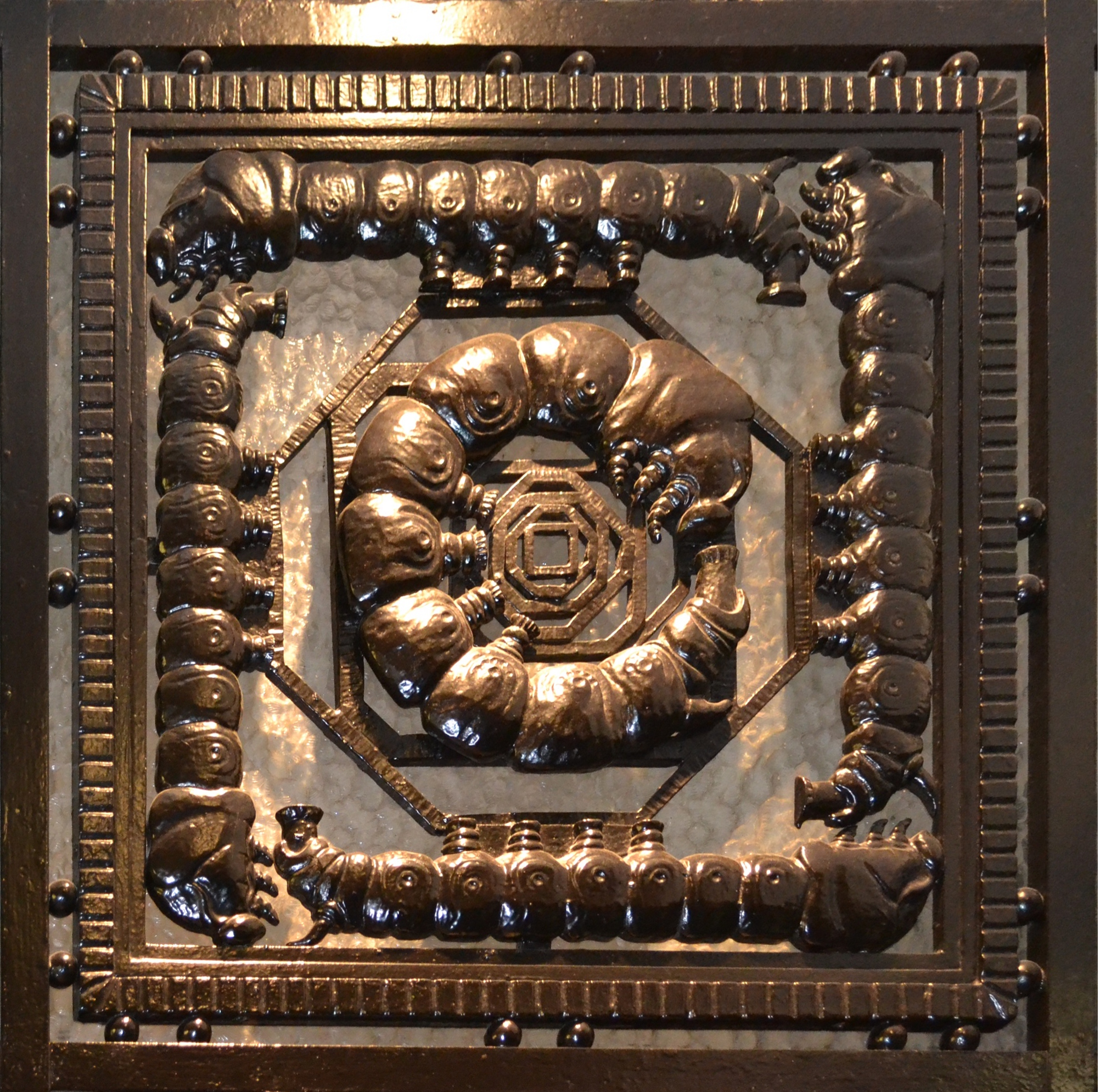
Détail de la porte : vers à soie sur le panneau supérieur gauche
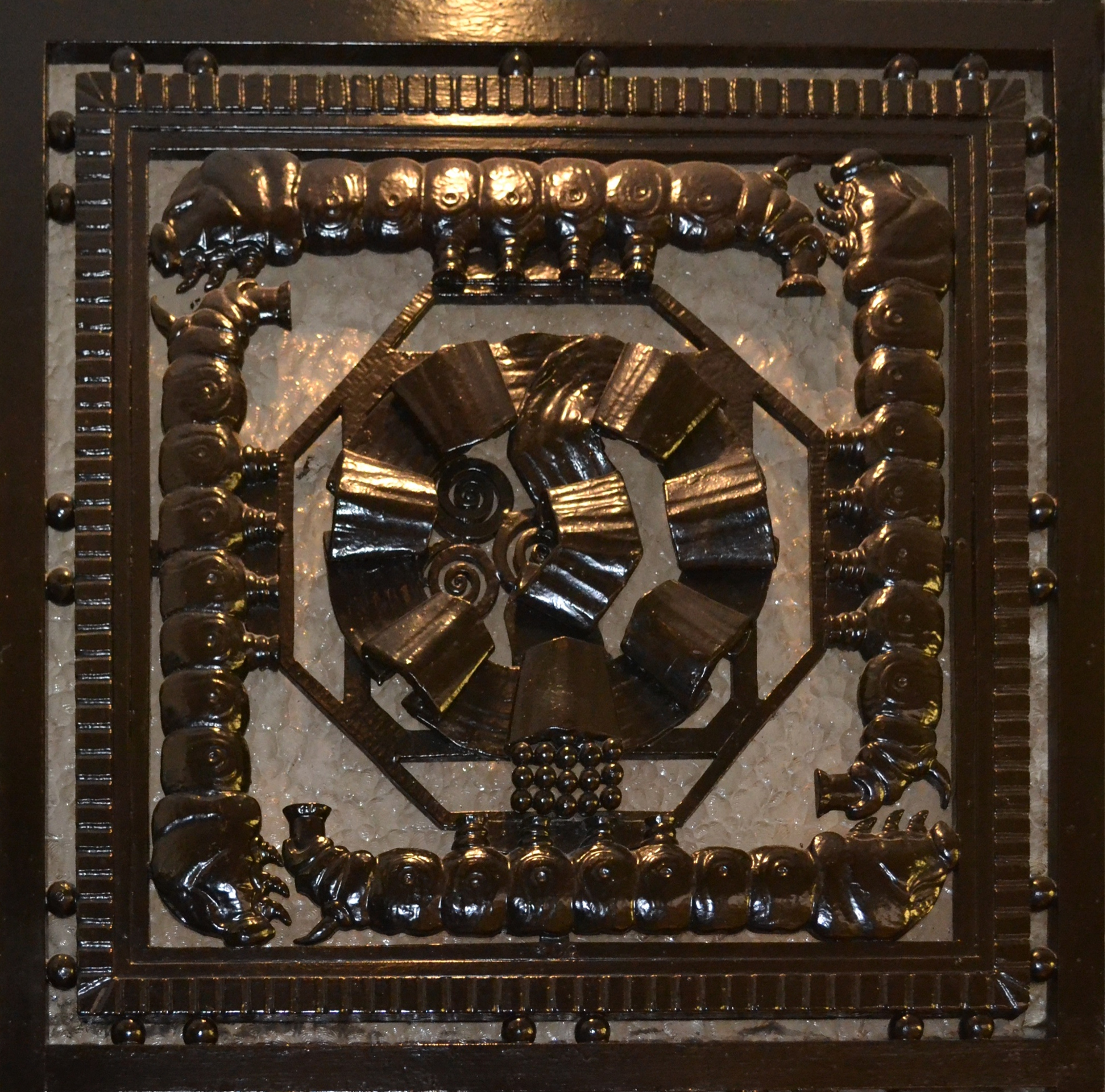
Détail de la porte : vers à soie et ruban de soie sur le panneau supérieur droit :

- 129 rue de Créqui, porte
- 10 rue Creuzet (porte de l'atelier de Charles Piguet)
- 9 quai Jean-Moulin. portail de l'immeuble des soieries Rosset.
- 58 montée de Choulans, imposte de la Villa Weitz, exposé au Salon d'automne de Lyon en 1923[3].

À Villefranche-sur-Saône :
- 317 boulevard Gambetta, caducée en fer forgé entouré des ailes de Mercure, placé au-dessus de la marquise de l’entrée de la chambre de commerce[7].